# Bradley and Kaye
Bradley and Kaye est une ancienne entreprise spécialisée dans la construction de montagnes russes junior.

## Histoire
Cofondée par David Bradley, l'entreprise construit sa première attraction en 1946. 
Les droits de fabrication du Little Dipper ont été vendus à la société Allan Herschell vers la fin de 1948.
L'entreprise a été rachetée en par Chance Rides en décembre 1986.

## Réalisations
Parmi les montagnes russes réalisées, on peut citer :
- Gulf Coaster à Six Flags Great America et la grande aventure de la Californie
- Magic Flyer à Six Flags Magic Mountain
- Rockin 'Roller à Six Flags St. Louis
- Timberline Twister à Knott's Berry Farm